# Майский сельский округ (Московская область)
Майский сельский округ — упразднённая административно-территориальная единица, существовавшая на территории Пушкинского района Московской области в 1994—2006 годах.
Майский сельсовет был образован в 1924 году в составе Софринской волости Сергиевского уезда Московской губернии.
В 1926 году Майский с/с включал деревни Майское и Сокольники, а также лесную сторожку.
В 1929 году Майский сельсовет вошёл в состав Пушкинского района Московского округа Московской области.
10 апреля 1953 года из Алёшинского с/с в Майский было передано селение Бортнево.
14 июня 1954 года к Майскому с/с был присоединён Цернский сельсовет. При этом Майский с/с был переименован в Первомайский сельсовет.
6 декабря 1957 года Пушкинский район был упразднён и Первомайский с/с был передан в Мытищинский район.
31 июля 1959 года к Первомайскому с/с были присоединены селения Алёшино, Балабаново, Горохово, Ординово, Хлопенево, Чернозёмово и Якшино упразднённого Алёшинского с/с.
28 июля 1960 года Первомайский с/с был передан в новый Калининградский район.
24 апреля 1962 года Калининградский район был преобразован в Пушкинский район.
31 июля 1962 года Первомайский с/с был переименован в Майский сельсовет.
1 февраля 1963 года Пушкинский район был упразднён и Майский с/с вошёл в Мытищинский сельский район. 11 января 1965 года Майский с/с был возвращён в восстановленный Пушкинский район.
7 июня 1968 года из Майского с/с в черту рабочего посёлка Софрино была передана деревня Майское. При этом центр Майского с/с был перенесён в деревню Митрополье.
3 февраля 1994 года Майский с/с был преобразован в Майский сельский округ.
В ходе муниципальной реформы 2004—2005 годов Майский сельский округ прекратил своё существование как муниципальная единица. При этом деревня Нагорное была передана в городское поселение Зеленоградский; деревни Балабаново, Митрополье, Нововоронино, Хлопенево и Цернское — в городское поселение Софрино; деревни Алёшино, Ординово, Чернозёмово и Якшино — в сельское поселение Ельдигинское.
29 ноября 2006 года Майский сельский округ исключён из учётных данных административно-территориальных и территориальных единиц Московской области.